# Kondensacja hydrolityczna
Kondensacja hydrolityczna – rodzaj reakcji kondensacji inicjowanej przez wprowadzenie wody i hydrolizę części substratu. Termin ten zwykle stosowny jest w chemii związków krzemoorganicznych. 
W typowej reakcji, w wyniku dodania kontrolowanej ilości wody do trialkoksysilanu, RSi(OR')3, część wiązań Si−O−R' ulega hydrolizie do wiązań Si−OH, które następnie kondensują do siloksanów z wytworzeniem mostków Si–O–Si.